# Pachyornis elephantopus
Pachyornis elephantopus (лат.) — вымерший вид бескилевых птиц из семейства Emeidae. Эндемик Новой Зеландии. В англоязычной литературе известен как англ. Heavy-footed moa.

## Внешний вид и строение
Pachyornis elephantopus весил в среднем 145 кг и был в высоту около 130 см. Ярко выраженного полового диморфизма не имел, самки имели тот же вес, что и самцы (данный признак характерен для рода Pachyornis).
Как показал слепок черепа моа, его зрительные луковицы были достаточно малы, но обонятельные луковицы были значительно увеличены, что может говорить о преимущественно ночном образе жизни вида.

## Распространение и среда обитания
Pachyornis elephantopus были найдены только на Южном острове Новой Зеландии. Их ареал охватывал восточную часть Южного острова.
Они были преимущественно низинным видом, предпочитая сухие и открытые места обитания, такие как луга, кустарники и сухие леса. Они отсутствовали в субальпийских и горных местообитаниях, где их заменил хохлатый моа (Pachyornis australis).
Во время потепления плейстоцена-голоцена отступление ледникового льда означало, что предпочтительная зона обитания подобных моа увеличилась, что позволило распространиться им по острову

## Экология и питание
Как и все виды моа, Pachyornis elephantopus играл роль крупных травоядных в Новой Зеландии, где нет местных наземных млекопитающих (за исключением летучих мышей). Единственный хищник, который мог ему угрожать до прибытия на остров человека и интродуцированных им млекопитающих, — орёл Хааста.

## Палеогенетические исследования
Исследования ископаемых ДНК моаобразных показало, что их ближайшими ныне живущими родственниками являются тинамуобразные Южной Америки.